# さらばピニャコラーダ
『さらばピニャコラーダ』は、Sound Scheduleの6作目のシングル。2003年7月9日にDANGUY RECORDSより発売された。

## 概要
前作『ことばさがし』から約3か月ぶりのマキシシングル。
初回盤にはオリジナル・ステッカーが封入された。

## 収録曲
1. さらばピニャコラーダ [3:38]
作詞・作曲：大石昌良
編曲：Sound Schedule・ヤマサキテツヤ
TBS系『おかしや?さんま!』2003年7-9月度エンディングテーマ。
ミュージック・ビデオ[1]は千葉県山武郡九十九里町の豊海（不動堂）海岸で撮影された[2]。
2. 花火 [5:25]
作詞・作曲：大石昌良
編曲：Sound Schedule
インディーズ時代の曲「HANABI」（アルバム『ここからはじまるストーリー』収録）をリメイクしたものである。

## 参加ミュージシャン
- Sound Schedule
  - 大石昌良 - ボーカル・ギター
  - 沖裕志 - ベース
  - 川原洋二 - ドラム・キーボード・コーラス

- ヤマサキテツヤ - キーボード

## 収録アルバム
- 456 (#1)
- THE COMPLETE SS (#1・#2)
- FUTURE (#1)
- Sound Schedule ALL TIME BEST (#1)

この他、#1のライブ映像がDVD『SS LIVES』に、#1のミュージック・ビデオがDVD『SS FILMS』に収録されている。